# 卡图里特
卡图里特是巴西帕拉伊巴州的一个市镇。总面积118.089平方公里，总人口4473人，人口密度37.9人/平方公里。